# Blattella
Genre
Blattella est un genre de blattes de la famille des Blattellidae (synonyme: Ectobiidae) appartenant à l'ordre des Blattodea. Ce genre comprend certaines espèces considérées comme ravageuses et qui sont retrouvées à l'intérieur des habitations. La blatte germanique (Blattella germanica) est considérée comme la plus nuisible d'entre elles.

## Liste des espèces
Selon Catalogue of Life (20 mai 2020) :
- Blattella aegrota (Gerstaecker, 1883)
- Blattella armata (Princis, 1963)
- Blattella asahinai Mizukubo, 1981
- Blattella barthi L.M.Roth, 1985
- Blattella belli L.M.Roth, 1985
- Blattella biligata (F.Walker, 1868)
- Blattella bioculata (Hanitsch, 1929)
- Blattella bisignata (Brunner von Wattenwyl, 1893)
- Blattella brevicauda (Princis, 1963)
- Blattella campbelli L.M.Roth, 1985
- Blattella cavernicola (Shelford, 1907)
- Blattella chadwicki L.M.Roth, 1985
- Blattella confusa Princis, 1950
- Blattella coveri L.M.Roth, 1995
- Blattella dethieri L.M.Roth, 1985
- Blattella ednae L.M.Roth, 1985
- Blattella eisneri L.M.Roth, 1985
- Blattella fiski L.M.Roth, 1985
- Blattella formosana (Karny, 1915)
- Blattella germanica (Linnaeus, 1767)
- Blattella guineensis (Princis, 1963)
- Blattella humbertiana (Saussure, 1863)
- Blattella inexpectata L.M.Roth, 1985
- Blattella infuscata (Bruner, 1906)
- Blattella interlineata (Hanitsch, 1927)
- Blattella karnyi Princis, 1969
- Blattella kevani L.M.Roth, 1985
- Blattella lamotteana (Princis, 1963)
- Blattella lecarmata L.M.Roth, 1985
- Blattella lecordieri (Princis, 1971)
- Blattella lindbergi (Chopard, 1958)
- Blattella lituricollis (F.Walker, 1868)
- Blattella lobiventris (Saussure, 1895)
- Blattella longstaffi (Shelford, 1908)
- Blattella meridionalis Princis, 1957
- Blattella nipponica Asahina, 1963
- Blattella padmanabhani L.M.Roth, 1995
- Blattella parenthesis (Gerstaecker, 1883)
- Blattella parvula Bei-Bienko, 1954
- Blattella portalensis (Giglio-Tos, 1907)
- Blattella punctifrons (Gerstaecker, 1883)
- Blattella radicifera (Hanitsch, 1928)
- Blattella richardsi L.M.Roth, 1985
- Blattella roederi L.M.Roth, 1985
- Blattella rossi L.M.Roth, 1985
- Blattella sauteri (Karny, 1915)
- Blattella simillima (Princis, 1971)
- Blattella sordida (Shelford, 1908)
- Blattella subvittata Hebard, 1929
- Blattella teressensis L.M.Roth, 1985
- Blattella vaga Hebard, 1935
- Blattella vrijdaghi (Hanitsch, 1950)
- Blattella whartoni L.M.Roth, 1985

Selon Grandcolas :
- Blattella aegrota (Gerstaecker, 1883)
- Blattella armata (Princis, 1963)
- Blattella asahinai Mizukubo, 1981
- Blattella barthi Roth, 1985
- Blattella belli Roth, 1985
- Blattella biligata (Walker, 1868)
- Blattella bioculata (Hanitsch, 1929)
- Blattella bisignata (Brunner von Wattenwyl, 1893)
- Blattella brevicauda (Princis, 1963)
- Blattella campbelli Roth, 1985
- Blattella cavernicola (Shelford, 1907)
- Blattella chadwicki Roth, 1985
- Blattella confusa Princis, 1950
- Blattella coveri Roth, 1995
- Blattella dethieri Roth, 1985
- Blattella ednae Roth, 1985
- Blattella eisneri Roth, 1985
- Blattella fiski Roth, 1985
- Blattella formosana (Karny, 1915)
- Blattella germanica (Linnaeus, 1767)
- Blattella guineensis (Princis, 1963)
- Blattella humbertiana (Saussure, 1863)
- Blattella inexpectata Roth, 1985
- Blattella interlineata (Hanitsch, 1927)
- Blattella karnyi Princis, 1969
- Blattella kevani Roth, 1985
- Blattella lamotteana (Princis, 1963)
- Blattella lecarmata Roth, 1985
- Blattella lecordieri (Princis, 1971)
- Blattella lindbergi (Chopard, 1958)
- Blattella lituricollis (Walker, 1868)
- Blattella lobiventris (Saussure, 1895)
- Blattella longstaffi (Shelford, 1908)
- Blattella meridionalis Princis, 1857
- Blattella nipponica Asahina, 1963
- Blattella padmanabhani Roth, 1995
- Blattella parenthesis (Gerstaecker, 1883)
- Blattella parvula Bey-Bienko, 1954
- Blattella portalensis (Giglio-Tos, 1907)
- Blattella punctifrons (Gerstaecker, 1883)
- Blattella radicifera (Hanitsch, 1928)
- Blattella richardsi Roth, 1985
- Blattella roederi Roth, 1985
- Blattella rossi Roth, 1985
- Blattella sauteri (Karny, 1915)
- Blattella simillima (Princis, 1971)
- Blattella sordida (Shelford, 1908)
- Blattella subvittata Hebard, 1929
- Blattella teressensis Roth, 1985
- Blattella vaga Hebard, 1935
- Blattella vrijdaghi (Hanitsch, 1950)
- Blattella whartoni Roth, 1985

## Référence
- Caudell, 1903 : Notes on the nomenclature of Blattidae. Proceedings of the Entomological Society of Washington, vol. 5, p. 232–234.